# Liste des cantons de la Seine-Saint-Denis

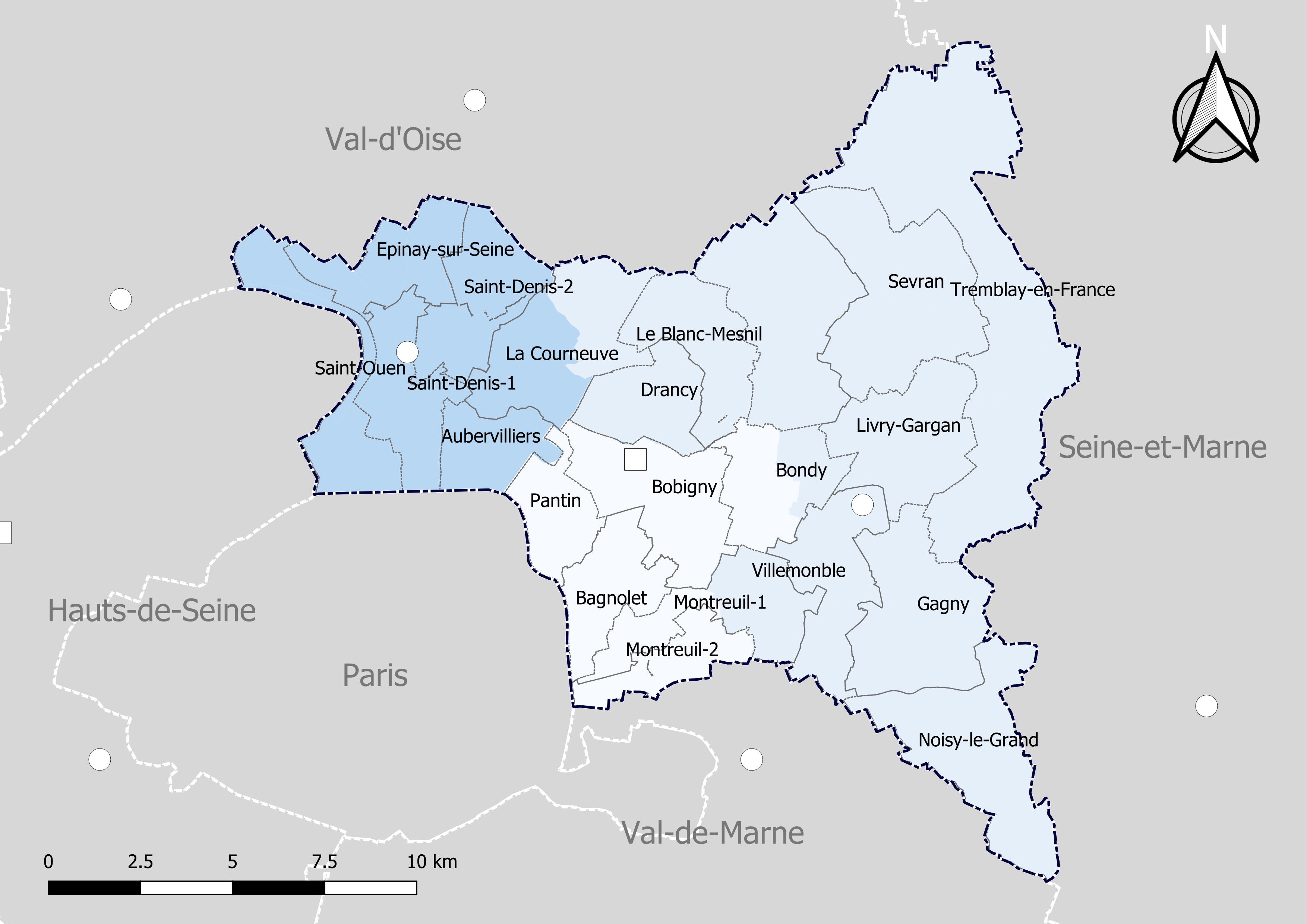
Découpage cantonal du département de la Seine-Saint-Denis, avec en surimpression les arrondissements (en nuances de bleu) - Carte arrêtée au 1er janvier 2019.

Le département de la Seine-Saint-Denis compte 21 cantons depuis le redécoupage cantonal de 2014 (40 cantons auparavant).

## Historique
Le découpage cantonal de la Seine-Saint-Denis a été réalisé par le décret du 20 juillet 1967, lors de la constitution du département de la Seine-Saint-Denis. Trente-quatre cantons étaient constitués.
Un redécoupage cantonal a été organisé par le décret du 20 janvier 1976, qui crée cinq cantons supplémentaires.

## Découpage cantonal de 1984 à 2015
Liste des 40 cantons du département de la Seine-Saint-Denis, par arrondissement :
- arrondissement de Bobigny (17 cantons - préfecture : Bobigny) :
canton de Bagnolet - canton de Bobigny - canton de Bondy-Nord-Ouest - canton de Bondy-Sud-Est - canton du Bourget - canton de Drancy - canton des Lilas - canton de Montreuil-Est - canton de Montreuil-Nord - canton de Montreuil-Ouest - canton de Noisy-le-Sec - canton de Pantin-Est - canton de Pantin-Ouest - canton des Pavillons-sous-Bois - canton de Romainville - canton de Rosny-sous-Bois - canton de Villemomble

- arrondissement du Raincy (13 cantons - sous-préfecture : Le Raincy) :
canton d'Aulnay-sous-Bois-Nord - canton d'Aulnay-sous-Bois-Sud - canton du Blanc-Mesnil - canton de Gagny - canton de Livry-Gargan - canton de Montfermeil - canton de Neuilly-Plaisance - canton de Neuilly-sur-Marne - canton de Noisy-le-Grand - canton du Raincy - canton de Sevran - canton de Tremblay-en-France - canton de Villepinte

- arrondissement de Saint-Denis (Seine-Saint-Denis) (10 cantons - sous-préfecture : Saint-Denis) :
canton d'Aubervilliers-Est - canton d'Aubervilliers-Ouest - canton de La Courneuve - canton d'Épinay-sur-Seine - canton de Pierrefitte-sur-Seine - canton de Saint-Denis-Nord-Est - canton de Saint-Denis-Nord-Ouest - canton de Saint-Denis-Sud - canton de Saint-Ouen - canton de Stains

### Homonymies
L'arrondissement de Saint-Denis (Seine-Saint-Denis) a un homonyme exact, l'arrondissement de Saint-Denis (Réunion). En revanche, les cantons respectifs de ces arrondissements comportant le nom « Saint-Denis » ne sont pas homonymes : ceux de la Seine-Saint-Denis sont différenciés par un critère « géographique », tandis que ceux de La Réunion sont différenciés par un critère « numérique ». Leurs communes chefs-lieux respectives ont plusieurs homonymes exacts et plusieurs homonymes partiels.
Il n'y a pas d'homonymie pour le canton de Villepinte (mais la commune chef-lieu a un homonyme exact).
Il n'y a pas d'homonymie exacte pour le canton de Saint-Ouen (juste une homonymie partielle avec le canton de Saint-Ouen-l'Aumône dans le Val-d'Oise), mais la commune chef-lieu a plusieurs homonymes exacts et partiels.

## Découpage cantonal de 2015 à aujourd'hui
Dans la poursuite de la réforme territoriale engagée en 2010, l'Assemblée nationale adopte définitivement le 17 avril 2013 la réforme du mode de scrutin pour les élections départementales destinée à garantir la parité hommes/femmes. Les lois (loi organique 2013-402 et loi 2013-403) sont promulguées le 17 mai 2013. Un nouveau découpage territorial est défini par décret du 21 février 2014 pour le département de la Seine-Saint-Denis. Celui-ci entre en vigueur lors du premier renouvellement général des assemblées départementales suivant la publication du décret, prévu en mars 2015, remplaçant les élections cantonales de 2014 et 2017. Les conseillers départementaux sont élus au scrutin majoritaire binominal mixte. Les électeurs de chaque canton éliront au Conseil départemental, nouvelle appellation des Conseils généraux, deux membres de sexe différent, qui se présenteront en binôme de candidats. Les conseillers départementaux seront élus pour 6 ans au scrutin binominal majoritaire à deux tours, l'accès au second tour nécessitant 10 % des inscrits au 1er tour. En outre la totalité des conseillers départementaux est renouvelée.
Ce nouveau mode de scrutin nécessite un redécoupage des cantons dont le nombre est divisé par deux avec arrondi à l'unité impaire supérieure si ce nombre n'est pas entier impair et avec des conditions de seuils minimaux. En Seine-Saint-Denis le nombre de cantons passe ainsi de 40 à 21.
Les critères du remodelage cantonal sont les suivants : le territoire de chaque canton doit être défini sur des bases essentiellement démographiques, le territoire de chaque canton doit être continu et les communes de moins de 3 500 habitants sont entièrement comprises dans le même canton. Il n’est fait référence, ni aux limites des arrondissements, ni à celles des circonscriptions législatives.
Conformément à de multiples décisions du Conseil constitutionnel depuis 1985 et notamment  sa décision no 2010-618 DC du 9 décembre 2010,  il est admis que le principe d’égalité des électeurs au regard des critères démographiques est respecté lorsque le ratio conseiller/habitant de la circonscription est compris dans une fourchette de 20 % de part et d'autre du ratio moyen conseiller/habitant du département. Pour le département de la Seine-Saint-Denis, la population de référence est la population légale en vigueur au 1er janvier 2013, à savoir la population millésimée 2010, soit 1 522 048 habitants. Avec 21 cantons la population moyenne par conseiller départemental est de 72 478 habitants. Ainsi la population de chaque nouveau canton doit-elle être comprise entre 57 983 habitants et 86 974 habitants pour respecter le principe de l'égalité citoyenne au vu des critères démographiques.

### Composition détaillée
| N° | Nom du Canton        | Bureau centralisateur | Population 2012 | Écart /moyenne | Nombre de communes entières   | Communes composant le canton |
| -- | -------------------- | --------------------- | --------------- | -------------- | ----------------------------- | --- |
| 1  | Aubervilliers        | Aubervilliers         | 77 032          | 1,05           | 1                             | Aubervilliers. |
| 2  | Aulnay-sous-Bois     | Aulnay-sous-Bois      | 81 899          | 1,12           | 1                             | Aulnay-sous-Bois. |
| 3  | Bagnolet             | Bagnolet              | 83 251          | 1,14           | 3                             | Bagnolet, Les Lilas, Romainville. |
| 4  | Le Blanc-Mesnil      | Le Blanc-Mesnil       | 59 297          | 0,81           | 1 + fraction Drancy           | 1) Le Blanc-Mesnil. 2) La partie de la commune de Drancy située à l'est d'une ligne définie par l'axe des voies et limites suivantes : depuis la limite territoriale de la commune du Blanc-Mesnil, rue des Midinettes, rue Jacqueline-Quatremaire, avenue Jean-Jaurès, jusqu'à la limite territoriale de la commune de Bobigny. |
| 5  | Bobigny              | Bobigny               | 86 071          | 1,17           | 1 + fraction Bobigny          | 1) Noisy-le-Sec. 2) La partie de la commune de Bobigny située à l'est et au sud d'une ligne définie par l'axe des voies et limites suivantes : depuis la place Saint-Just, avenue Édouard-Vaillant, rue de Luxembourg, rue de la Grande-Denise, rue Babeuf, rue d'Helsinki, voie non dénommée parallèle à la rue Étienne-Dolet, jusqu'au chemin de Groslay, limite territoriale de la commune de Bondy. |
| 6  | Bondy                | Bondy                 | 77 704          | 1,06           | 2 + fraction Bobigny          | 1) Bondy, Les Pavillons-sous-Bois. 2) La partie de la commune de Bobigny non incluse dans le canton de Bobigny. |
| 7  | La Courneuve         | La Courneuve          | 65 491          | 0,89           | 3                             | Le Bourget, La Courneuve, Dugny. |
| 8  | Drancy               | Drancy                | 60 097          | 0,82           | fraction Drancy               | Partie de la commune de Drancy non incluse dans le canton du Blanc-Mesnil. |
| 9  | Épinay-sur-Seine     | Épinay-sur-Seine      | 64 607          | 0,88           | 2 + fraction Épinay-sur-Seine | 1) Pierrefitte-sur-Seine, Villetaneuse. 2) La partie de la commune d'Épinay-sur-Seine située à l'est d'une ligne définie par l'axe des voies et limites suivantes : depuis la limite territoriale de la commune d'Enghien-les-Bains, rue d'Ormesson, avenue d'Enghien, avenue de Lattre-de-Tassigny, place du Général-Leclerc, avenue de la République, villa Renée, ligne droite prolongeant la villa Renée jusqu'à la Seine et jusqu'à la limite territoriale de la commune de l'Ile-Saint-Denis. |
| 10 | Gagny                | Gagny                 | 73 830          | 1,01           | 2                             | Gagny, Neuilly-sur-Marne. |
| 11 | Livry-Gargan         | Livry-Gargan          | 73 419          | 1,00           | 2                             | Clichy-sous-Bois, Livry-Gargan. |
| 12 | Montreuil-1          | Montreuil             | 85 361          | 1,16           | 1 + fraction Montreuil        | 1) Rosny-sous-Bois. 2) La partie de la commune de Montreuil située au nord d'une ligne définie par l'axe des voies et limites suivantes : depuis la limite territoriale de la commune de Bagnolet, rue d'Alembert, rue de Paris, place Jacques-Duclos, avenue de la Résistance, rue Ariste-Hémard, boulevard Rouget-de-Lisle, rue Mériel, avenue de la Résistance, rue Rabelais, rue Victor-Hugo, avenue Pasteur, place Jean-Jaurès, avenue Walvein, rue Franklin, place de l'Église, rue de Romainville, rue Pépin, rue Dombasle, rue Rochebrune, rue des Néfliers, avenue Paul-Signac, rue de Rosny, autoroute A 186, rue Émile-Beaufils, rue des Roches, rue Édouard-Branly, rue de la Montagne-Pierreuse, rue de l'Acacia, rue des Roches, rue de Rosny, jusqu'à la limite territoriale de la commune de Rosny-sous-Bois. |
| 13 | Montreuil-2          | Montreuil             | 60 239          | 0,82           | fraction Montreuil            | Partie de la commune de Montreuil non incluse dans le canton de Montreuil-1. |
| 14 | Noisy-le-Grand       | Noisy-le-Grand        | 69 166          | 0,94           | 2                             | Gournay-sur-Marne, Noisy-le-Grand. |
| 15 | Pantin               | Pantin                | 71 085          | 0,97           | 2                             | Pantin, Le Pré-Saint-Gervais. |
| 16 | Saint-Denis-1        | Saint-Denis           | 68 504          | 0,93           | fraction Saint-Denis          | Partie de la commune de Saint-Denis située à l'ouest d'une ligne définie par l'axe des voies et limites suivantes : depuis la limite territoriale de la commune de Pierrefitte-sur-Seine, rue Jules-Védrines, avenue Lénine, avenue de Stalingrad, rue Gabriel-Péri, place du 8-Mai-1945, rue Gabriel-Péri, place de la Porte-de-Paris, boulevard Anatole-France, canal de Saint-Denis, autoroute A 1, rue Danielle-Casanova, avenue Paul-Vaillant-Couturier, rue Arthur-Fontaine, rue des Victimes-du-Franquisme, rue du Bec-à-Loué, avenue Jeanne-d'Arc, rue du Fort-de-l'Est, rue du Maréchal-Lyautey, jusqu'à la limite territoriale de la commune de La Courneuve. |
| 17 | Saint-Denis-2        | Saint-Denis           | 75 925          | 1,04           | 1 + fraction Saint-Denis      | 1) Stains. 2) La partie de la commune de Saint-Denis non incluse dans le canton de Saint-Denis-1. |
| 18 | Saint-Ouen-sur-Seine | Saint-Ouen-sur-Seine  | 85 440          | 1,17           | 2 + fraction Épinay-sur-Seine | 1) L'Île-Saint-Denis, Saint-Ouen-sur-Seine. 2) La partie de la commune d'Épinay-sur-Seine non incluse dans le canton d'Épinay-sur-Seine. |
| 19 | Sevran               | Sevran                | 85 262          | 1,16           | 2                             | Sevran, Villepinte. |
| 20 | Tremblay-en-France   | Tremblay-en-France    | 71 634          | 0,98           | 4                             | Coubron, Montfermeil, Tremblay-en-France, Vaujours. |
| 21 | Villemomble          | Villemomble           | 63 412          | 0,87           | 3                             | Neuilly-Plaisance, Le Raincy, Villemomble. |
|    |                      |                       | 1 538 726       |                | 40                            | |

### Répartition par arrondissement
Certains cantons peuvent être composés de communes appartenant à des arrondissements différents. Dans le département de la Seine-Saint-Denis, c'est le cas de trois cantons (Bondy, La Courneuve et Montreuil-1).
Le tableau suivant présente la répartition par arrondissement :
| N° | Canton               | Bobigny              | Le Raincy           | Saint-Denis                   | Total                         |
| -- | -------------------- | -------------------- | ------------------- | ----------------------------- | ----------------------------- |
| 1  | Aubervilliers        |                      |                     | 1                             | 1                             |
| 2  | Aulnay-sous-Bois     |                      | 1                   |                               | 1                             |
| 3  | Bagnolet             | 3                    |                     |                               | 3                             |
| 4  | Le Blanc-Mesnil      |                      | 1 + fraction Drancy |                               | 1 + fraction Drancy           |
| 5  | Bobigny              | 1 + fraction Bobigny |                     |                               | 1 + fraction Bobigny          |
| 6  | Bondy                | 1 + fraction Bobigny | 1                   |                               | 2 + fraction Bobigny          |
| 7  | La Courneuve         |                      | 2                   | 1                             | 3                             |
| 8  | Drancy               |                      | Fraction Drancy     |                               | Fraction Drancy               |
| 9  | Épinay-sur-Seine     |                      |                     | 2 + fraction Épinay-sur-Seine | 2 + fraction Épinay-sur-Seine |
| 10 | Gagny                |                      | 2                   |                               | 2                             |
| 11 | Livry-Gargan         |                      | 2                   |                               | 2                             |
| 12 | Montreuil-1          | Fraction Montreuil   | 1                   |                               | 1 + fraction Montreuil        |
| 13 | Montreuil-2          | Fraction Montreuil   |                     |                               | Fraction Montreuil            |
| 14 | Noisy-le-Grand       |                      | 2                   |                               | 2                             |
| 15 | Pantin               | 2                    |                     |                               | 2                             |
| 16 | Saint-Denis-1        |                      |                     | Fraction Saint-Denis          | Fraction Saint-Denis          |
| 17 | Saint-Denis-2        |                      |                     | 1 + fraction Saint-Denis      | 1 + fraction Saint-Denis      |
| 18 | Saint-Ouen-sur-Seine |                      |                     | 2 + fraction Épinay-sur-Seine | 2 + fraction Épinay-sur-Seine |
| 19 | Sevran               |                      | 2                   |                               | 2                             |
| 20 | Tremblay-en-France   |                      | 4                   |                               | 4                             |
| 21 | Villemomble          |                      | 3                   |                               | 3                             |
|    |                      | 9                    | 22                  | 9                             | 40                            |